# ハワード・リーベングッドの死
ハワード・チャールズ・リーベングッド（Howard Charles Liebengood）は、議会議事堂襲撃事件への法執行機関の対応に参加した3日後の2021年1月9日に自殺した合衆国議会警察の警察官である。彼はメトロポリタン警察（MPD）のジェフリー・L・スミスと共に襲撃事件直後に自殺が報じられた人物である。襲撃事件から数ヶ月後、現場に居合わせた5人の死が程度の差こそあれ事件に関係していると一般に報じられた。一部の議員や報道ではリーベングッドとスミスを加えた7人を事件の死者であると認識されている。
自殺する前のリーベングッド（51歳）は24時間3交代制で眠らずに働いていた。 
2021年8月5日、リーベングッドは同じく合衆国議会警察のブライアン・シックニック、メトロポリタン警察のジェフリー・L・スミス、そして同年に別件で死亡したビリー・エヴァンスと共に議会警察とその他の襲撃事件対応者に議会名誉黄金勲章を授与する法案の署名式で死後表彰された。法案の本文には彼の名前が記されており、ジョー・バイデン大統領はその死について言及した。2021年5月14日、議会警察は新たなカウンセリング・センターをリーベングッドにちなんで命名した。
2022年11月、アメリカ合衆国司法省はリーベングッドの自殺を公務上の死と認定し、これにより遺族は公安警察給付プログラムを通して給付を受け取ることが可能となった。これは議会が職務中の経験による外傷的影響に苦しむ者にも対象を拡大して以来、襲撃事件に関連して亡くなった警察官が指定されるのは初めてのことであった。
2023年1月6日、「その深い献身と無私の奉仕」によりリーベングッドはジョー・バイデン大統領から大統領市民勲章を授与された。